# Liste der Einträge im National Register of Historic Places im San Augustine County
Die Liste der Registered Historic Places im San Augustine County führt alle Bauwerke und historischen Stätten im texanischen San Augustine County auf, die in das National Register of Historic Places aufgenommen wurden.

## Aktuelle Einträge
| Lfd. Nr. | Name                                                  | Bild | Datum der Eintragung | Adresse/Lage | Ort           | ID       | Beschreibung |
| -------- | ----------------------------------------------------- | ---- | -------------------- | --- | ------------- | -------- | ------------ |
| 1        | Capt. Thomas William Blount House                     |      | 7. März 1973         | 2.5 mi. W of San Augustine on TX 21                                                                              | San Augustine | 73001974 |              |
| 2        | Ezekiel Cullen House                                  |      | 21. Juni 1971        | 207 S. Congress St.                                                                                              | San Augustine | 71000960 |              |
| 3        | Horn-Polk House                                       |      | 7. Nov. 1976         | 717 W. Columbia St.                                                                                              | San Augustine | 76002064 |              |
| 4        | Matthew Cartwright House                              |      | 25. Jan. 1971        | 912 E. Main St.                                                                                                  | San Augustine | 71000959 |              |
| 5        | Mission Nuestra Senora de los Dolores de los Ais Site |      | 16. Dez. 1977        | Address Restricted                                                                                               | San Augustine | 77001475 |              |
| 6        | San Augustine Commercial Historic District            |      | 3. Apr. 2007         | Roughly bounded by Main St., Montgomery St., Congress St., Broadway, Columbia St., property lines and Golden Way | San Augustine | 07000269 |              |
| 7        | San Augustine County Courthouse and Jail              |      | 20. Aug. 2004        | Courthouse Sq.                                                                                                   | San Augustine | 04000892 |              |
| 8        | San Augustine Residential Historic District           |      | 16. Okt. 2006        | Roughly surrounding TX 147, TX 3230 and TX 2213                                                                  | San Augustine | 06000508 |              |
| 9        | William Garrett Plantation House                      |      | 25. März 1977        | 1 mi. W of San Augustine on TX 21                                                                                | San Augustine | 77001474 |              |